# Gymnázium a Obchodní akademie Bučovice
Gymnázium a obchodní akademie Bučovice je střední škola sídlící v Bučovicích. Poskytuje studijní obory 4leté obchodní akademie, 4letého gymnázia a 8letého gymnázia. Jedná se o příspěvkovou organizaci, jejímž zřizovatelem je Jihomoravský kraj.

## Historie
Škola vznikla sloučením Gymnázia Bučovice a Obchodní akademie Bučovice, o němž rozhodlo zastupitelstvo Jihomoravského kraje coby zřizovatele obou škol v září 2011 v rámci hromadného slučování středních škol v kraji. Ke sloučení došlo 1. července 2012.

### Obchodní akademie
V roce 1952 založilo ministerstvo zemědělství v Bučovicích Zemědělskou účetnickou školu (ZÚŠ) s dvouletým studijním programem. Provizorně sídlila v hospodářských objektech místního zámku a využívala několik místností v budově gymnázia. Měla získat novou budovu v tehdy budovaném areálu základní školy na kopci nad městem v lokalitě nad Kalvárkou, výstavba se však zpožďovala a chyběly peníze, došlo proto k výměně a ZÚŠ získala za své sídlo historickou budovu gymnázia v Součkově ulici, kam se přestěhovala v roce 1953. Ředitelem školy byl od počátku Jaroslav Šamšula, jehož v roce 1959 vystřídal Jaroslav Daněk.
V roce 1956 došlo k přeměně na Střední zemědělskou školu (SZŠ) se čtyřletým studiem a v roce 1961 k další změně na Střední zemědělskou technickou školu (SZTŠ). Téhož roku se stal ředitelem Josef Malinka, jenž zůstal v čele školy do roku 1985, kdy jej nahradil Josef Palát. V 70. letech bylo u školy vybudováno školní hřiště a v roce 1983 přístavba, která sloužila jako žákovský internát. Studenti byli ubytováni také v budově na Komenského náměstí, kde do roku 1960 sídlil okresní úřad.
V roce 1981 se škola změnila ve Střední ekonomickou školu (SEŠ), od roku 1990 nesla název Obchodní akademie a střední zemědělská škola, od roku 1995 pak už jen Obchodní akademie (OA). V roce 1992 se stal ředitelem Jiří Horák. Téhož roku byla historická budova vrácena gymnáziu a škola se stěhovala do budovy dřívějšího domova mládeže na Komenského náměstí, která byla pro změnu účelu postupně adaptována, v roce 1995 byla otevřena tělocvična, o dva roky později nové učebny v půdní vestavbě a roku 1999 v sousedství vytvořeno školní hřiště. V 90. letech škola spolupracovala na výměnných pobytech s Obchodní akademií v rakouském Innsbrucku a Střední technickou školou v britském Dartfordu.
Po formálním sloučení s gymnáziem v roce 2012 zůstala Obchodní akademie odloučeným pracovištěm, kde fungovala i školní kuchyně s jídelnou. Od září 2016 byla většina výuky přesunuta do adaptovaných prostor gymnázia, o rok později bylo vyhlášeno výběrové řízení na vybudování přístavby s jídelnou a učebnami, čímž se působení školy na Komenského náměstí uzavřelo, budovu od kraje odkoupilo město a začalo ji upravovat na školku s dalšími provozy.

## Budovy
Budova byla postavena jako sídlo Zemské vyšší reálky v letech 1902–1903 podle návrhu stavitele Václava Wittnera z Olomouce. Téměř identický projekt Wittner realizoval v letech 1898–1899 u budovy zemské vyšší reálky v Jevíčku.

## Významní absolventi
Automatický abecedně řazený seznam viz Kategorie:Absolventi Gymnázia Bučovice
- Miroslav Doležal (maturita 1938[16]), člen činohry Národního divadla
- Rudolf Firkušný (maturita 1930[17]), klavírní virtuos
- Jana Jabůrková (maturita 1993[18]), fotografka, ministerská a vládní mluvčí[19][20][21]
- Stanislav Ledabyl (maturita 1938[16]), římskokatolický kněz, politický vězeň
- Zdeněk Masařík (maturita 1949[22]), profesor, čestný předseda Svazu germanistů České republiky
- Bohuslav Sobotka (maturita 1990[23]), politik, bývalý předseda vlády a ministr financí[19][24]
- Jaroslav Vymazal (maturita 1974[25]), politik, bývalý poslanec, primátor Jihlavy a krajský zastupitel[19]

## Zajímavosti
Dne 28. března 2008 zvítězila profesorka gymnázia PhDr. Emílie Kostrbová v anketě o nejoblíbenějšího učitele roku Zlatý Ámos. Získala ocenění ve čtyřech kategoriích: Zlatý Ámos, Dětský Ámos, Ámos sympaťák a Média Ámos.